# Danh sách quân chủ Nam Tư
Danh sách vua Nam Tư bao gồm cả tước hiệu vương công/thân vương, công tước và despotes trong Nam Tư.

## Vương quốc của người Serbia, Croatia và Slovenia (1918–1929)
- Petar I (1918–1921)
- Aleksandar I (1921–1929)

## Vương quốc Nam Tư (1929–1941)
- Aleksandar I (1929–1934)
- Petar II (1934–1941)